# Le Moustier 1
Le Moustier 1 è l'insieme di fossili di uno scheletro di un ominide della specie Homo neanderthalensis scoperto a Le Moustier in Nuova Aquitania, Francia, nel 1908 da Otto Hauser.

## Descrizione
Il reperto, attribuito ad un esemplare giovane di Neanderthal, è costituito dalla gran parte di un cranio e da diverse ossa lunghe.